# Shamrock Lakes
Shamrock Lakes és una població dels Estats Units a l'estat d'Indiana. Segons el cens del 2000 tenia 168 habitants.

## Demografia
Segons el cens del 2000, Shamrock Lakes tenia 168 habitants, 66 habitatges, i 57 famílies. La densitat de població era de 240,2 habitants/km².
Dels 66 habitatges en un 31,8% hi vivien nens de menys de 18 anys, en un 80,3% hi vivien parelles casades, en un 4,5% dones solteres, i en un 13,6% no eren unitats familiars. En el 9,1% dels habitatges hi vivien persones soles el 3% de les quals corresponia a persones de 65 anys o més que vivien soles. El nombre mitjà de persones vivint en cada habitatge era de 2,55 i el nombre mitjà de persones que vivien en cada família era de 2,74.
Per edats la població es repartia de la següent manera: un 20,2% tenia menys de 18 anys, un 7,7% entre 18 i 24, un 18,5% entre 25 i 44, un 43,5% de 45 a 60 i un 10,1% 65 anys o més.
L'edat mediana era de 46 anys. Per cada 100 dones de 18 o més anys hi havia 106,2 homes.
La renda mediana per habitatge era de 61.875 $ i la renda mediana per família de 65.250 $. Els homes tenien una renda mediana de 46.250 $ mentre que les dones 19.219 $. La renda per capita de la població era de 21.088 $. Cap de les famílies i el 2,6% de la població estaven per davall del llindar de pobresa.

## Poblacions més properes
El següent diagrama mostra les poblacions més properes.